# Karine Shadoyan
Karine Shadoyan –en armenio, Կարինե Շադոյան– (4 de marzo de 1975) es una deportista armenia que compitió en lucha libre. Ganó una medalla de bronce en el Campeonato Europeo de Lucha de 2006, en la categoría de 72 kg.

## Palmarés internacional
| Campeonato Europeo | Campeonato Europeo | Campeonato Europeo | Campeonato Europeo |
| Año                | Lugar              | Medalla            | Categoría          |
| ------------------ | ------------------ | ------------------ | ------------------ |
| 2006               | Moscú (Rusia)      | Medalla de bronce  | 72 kg              |